# آلیسون وییر
آلیسون وییر یک کنشگر و نویسنده آمریکایی است که به خاطر ارتباط وثیق با مسئله نزاع اسرائیل و فلسطین شناخته‌شده‌است. او بنیانگذار و مدیر اجرایی سازمان غیرانتفاعی اگر آمریکایی‌ها می‌دانستند (IAK) و رییس شورای منفعت ملیشورای منافع ملی (CNI) است. او به دیدگاه‎های انتقادی نسبت به اسرائیل شناخته شده است.
وییر نویسنده کتاب " علیه قضاوت بهتر ما: تاریخ پنهان از نحوه استفاده ایالات متحده برای ایجاد اسرائیل" می‎باشد. او و موسسه اگر آمریکایی ها می دانستند به خاطر انتقاد از پوشش رسانه‌ای اسرائیل شناخته شده‎اند. او برای کنشگری‌اش(عمل‌گرا‎بودنش) هم مورد انتقاد و هم مورد ستایش قرار گرفته است.

## کنشگری
وییر علاقه خود را به منازعه اسرائیل و فلسطین از پاییز سال ۲۰۰۰، زمانی که انتفاضه دوم آغاز شد، نشان می‎دهد. در آن زمان او "سردبیر یک روزنامه هفتگی کوچکی در سائوسالیتوی کالیفرنیا بود، و متوجه شد که گزارش‎های خبری در مورد این درگیری "به شدت اسراییلی محور" است. او تمایل داشت به "اطلاعات کامل" دسترسی پیدا کند، و "شروع به جستجو برای گزارش‎های بیشتر در اینترنت" کرد. پس از چند ماه، او به این باور رسید که "این احتمالاً پوشانده‎ترین قضیه‎ای است که تا به حال دیده " و کارهای روزمره خود را برای از نزدیک دیدن کرانه باختری و نوار غزه، رها کرد. او در سفر خود به فلسطین از برخوردش با رنج فلسطین و "گستاخی، خشونت و خودپسندی باورنکردنی" اسرائیلی‎ها نوشت. پس از بازگشت به ایالات‎متحده، او موسسه اگر امریکایی‎ها میدانستند را تاسیس کرد.   بر اساس بیوگرافی رسمی وییر، کنشگری او از سابقه فعالیت وی در جنبش حقوق مدنی آمریکایی، کار او در سپاه صلح و بزرگ شدن در یک خانواده نظامی ناشی شده است.
وییر در مقاله‎ای با عنوان «Choosing to Act: Anti-Semitism is Wrong» نوشته است: «هر نسلی فرصت شجاعانه عمل کردن دارد، یا با بی‎عدالتی و بی‎رحمی غیرقابل تصور، که در خاورمیانه در حال وقوع است، مقابله کنیم، یا جلوی چشم‎هایمان را بگیریم و ساکت بمانیم" 
وییر اسرائیل را به عنوان "دولت- کشوری با مبنای نژادی، به زور تحمیل شده " خوانده است. و نوشته است که "مناقشه اسرائیل و فلسطین امروز محوری ترین حادثه جدی در جهان و کشور ماست." 
اندرو کیلگور (دیپلمات آمریکایی، تاریخ فوت ۲۰۱۶) سال ۲۰۱۴ در مجله کانترپانچ نوشت: "آلیسون وییر به خاطر چنین جلب توجه زیرکانه‎ای راجع به رابطه ایالات متحده و اسرائیل، باید مورد ستایش قرار بگیرد ."  اتحادیه ضد افترا، وییر را "یک صدای مهم در جنبش ضد اسرائیلی" نامیده است.

## کتاب
وییر نویسنده " علیه قضاوت بهتر ما" است: تاریخ پنهان نحوه استفاده ایالات متحده برای ایجاد اسرائیل، منتشر شده در فوریه ۲۰۱۴ می باشد. جیمز ابورزک سیاستمدار عضو حزب دموکرات آمریکا و عضو پیشین سنای آمریکا(۱۹۷۳-۱۹۷۹) کتاب ویر را (کتابِ) "ضروری برای همه آمریکایی‎ها" نامیده‎است که جهت بررسی گزارش‎های واشنگتن در مورد امور خاورمیانه است. و پاول فایندلی، عضو حزب جمهوری‌خواه آمریکا و عضو پیشین کنگره (۱۹۸۲-۱۹۶۰) صاحب نظرات ضد صهیونیستی، می‎نویسد: "آلیسون وییر نویسنده‎ای با استعداد است که تاریخی مورد غفلت را روشن می‎سازد." 